# Шелаев, Антон Стефанович
Антон Стефанович Шелаев (1924—1976) — советский партизан и фронтовой разведчик в годы Великой Отечественной войны, Герой Советского Союза (29.06.1945). Старшина.

## Биография
Родился 17 января 1924 года в посёлке Альшанский, ныне Орловского района Орловской области, в крестьянской семье. Русский.
Окончил школу-семилетку. В 1939 году приехал в город Киров Калужской области, где окончил ремесленное училище и работал токарем на чугунолитейном заводе.
В первые дни Великой Отечественной войны вступил добровольцем в Кировский городской истребительный отряд. В августе 1941 года был зачислен в разведотдел штаба 43-й армии и направлен в тыл врага для связи с партизанским отрядом Барановского, действовавшего на правом берегу Десны. Участвовал в боевых операциях, захватах пленных, разгромах вражеских гарнизонов. Несколько раз пересекал линию фронта, доставляя в штаб армии важные донесения и проводя к партизанам группы минеров и разведчиков.
В январе 1942 года назначен командиром отделения разведки при штабе 10-й армии Западного фронта. В январе-феврале 1942 года почти два месяца нелегально находился в оккупированном Спас-Деменске Калужской области, ведя разведку военных объектов и наводку на цели ударов советской авиации. Под видом подростка (тогда он выглядел значительно моложе своего возраста) в «поисках родственников» обошёл десятки населённых пунктов, просил подаяние у полицаев и немецких солдат, запоминал расположение и состав подразделений. Доставленные им сведения были очень ценными. С лета 1942 года находился в Рогнединской партизанской бригаде Брянской области, командир разведгруппы при штабе бригады.
В августе 1943 года бригада соединилась с наступающими частями Красной Армии. Шелаев был зачислен в состав 42-й стрелковой дивизии, где умелого разведчика и партизана сразу назначили командиром отделения разведчиков. Командир отделения 84-й отдельной разведывательной роты 42-й Смоленской Краснознамённой стрелковой дивизии 49-й армии 2-го Белорусского фронта старшина А. С. Шелаев геройски сражался в Смоленской и Белорусской наступательных операциях советских войск. Совершил 32 рейда во вражеский тыл для захвата пленных и выявления позиций и объектов противника.
За мужество и героизм, проявленные в борьбе с немецко-фашистскими захватчиками, Указом Президиума Верховного Совета СССР от 29 июня 1945 года старшине Шелаеву Антону Стефановичу присвоено звание Героя Советского Союза с вручением ордена Ленина и медали «Золотая Звезда» (№ 8753).
В 1945 году был демобилизован. Член ВКП(б)/КПСС с 1945 года. Вернулся в город Киров Калужской области. Работал председателем райсовета Осоавиахима, с 1946 года — в районном отделе Министерства государственной безопасности СССР.
В 1947 году переехал в Тульскую область, где стал работать в горной промышленности. Окончил в 1951 году Тульский горный техникум, в 1957 году — Новочеркасский политехнический институт.
С июля 1947 по осень 1974 годов работал на шахте «Западная» треста «Щекинуголь»: начальник участка, горный мастер, главный инженер шахты. Участвовал в общественной деятельности: избирался кандидатом в члены ЦК профсоюза угольной промышленности РСФСР, депутатом Тульского областного и Щёкинского поселкового советов народных депутатов.
После выхода на пенсию в апреле 1975 года приехал в Киров Калужской области. Умер 16 июля 1976 года. Похоронен в Кирове на старом кировском кладбище.

## Награды
- Герой Советского Союза (29.06.1945)
- Орден Ленина (29.06.1945)
- Два ордена Красного Знамени (28.08.1944, 4.10.1944)
- Два ордена Красной Звезды (20.07.1944, 1.08.1944)
- Орден Славы 3-й степени (25.11.1943)
- Медали, в том числе «За отвагу» и «Партизану Отечественной войны» 1-й степени.

## Память
- Именем Героя названа улица в городе Киров Калужской области и средняя школа в городе Щёкино Тульской области.
- В Кирове на здании Кировского чугунолитейного завода Героям Советского Союза — Шелаеву и Жмакину — установлена памятная доска[2].
- Весной 2010 года правительство Калужской области приняло постановление о присвоении школе № 1 города Кирова имени А. С. Шелаева. На стенах школы установлена мемориальная доска в честь Героя Советского Союза — бывшего ученика школы[3][4].
- Мемориальная доска установлена на доме в городе Щёкино, в котором он жил (ул. Новая, 15).